# Amtsgericht Oldenburg in Holstein

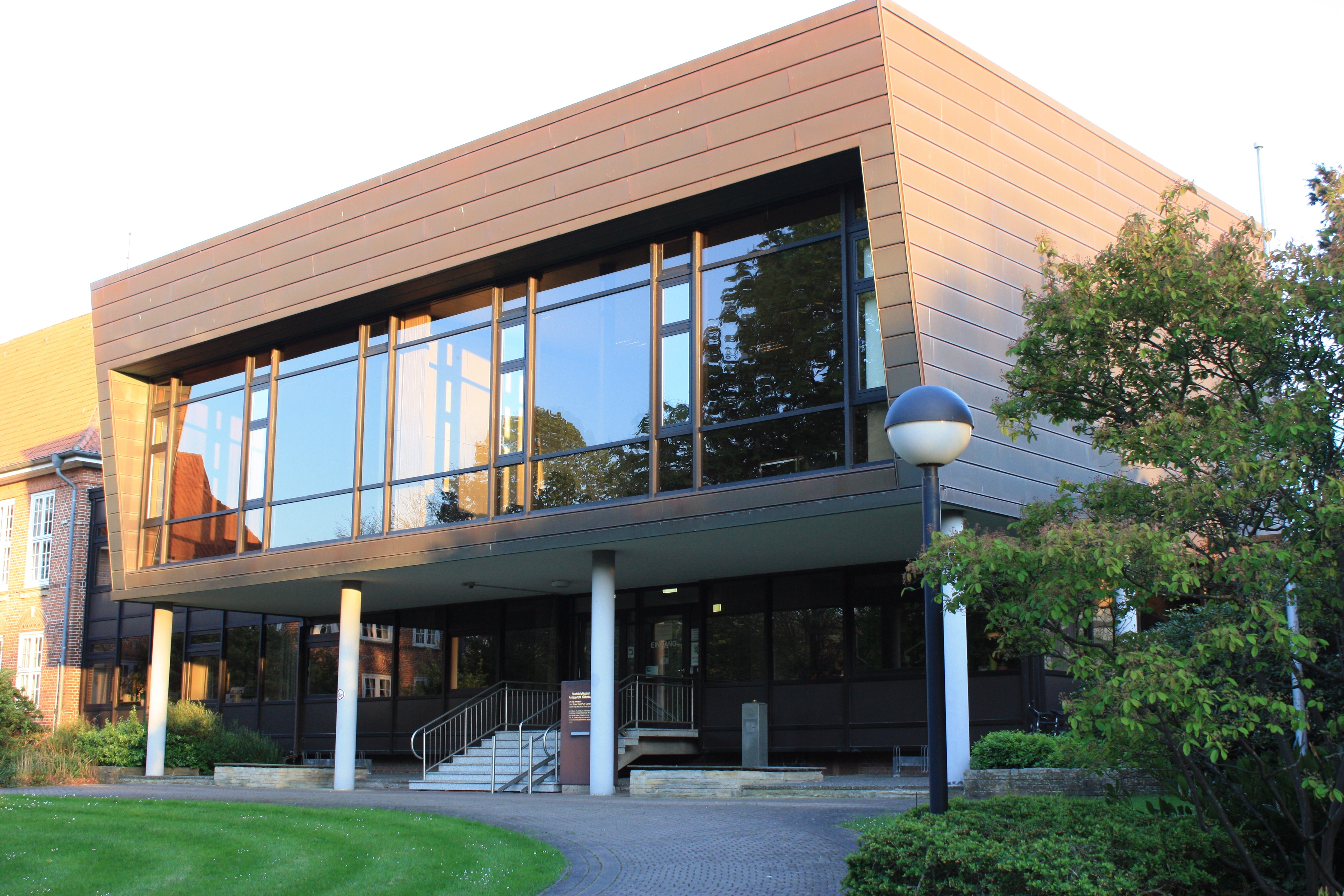
Amtsgericht Oldenburg in Holstein: Neubautrakt mit Haupteingang

Das Amtsgericht Oldenburg in Holstein ist ein Gericht der ordentlichen Gerichtsbarkeit und eines von sieben Amtsgerichten (AG) im Bezirk des Landgerichts Lübeck.

## Gerichtssitz und -bezirk

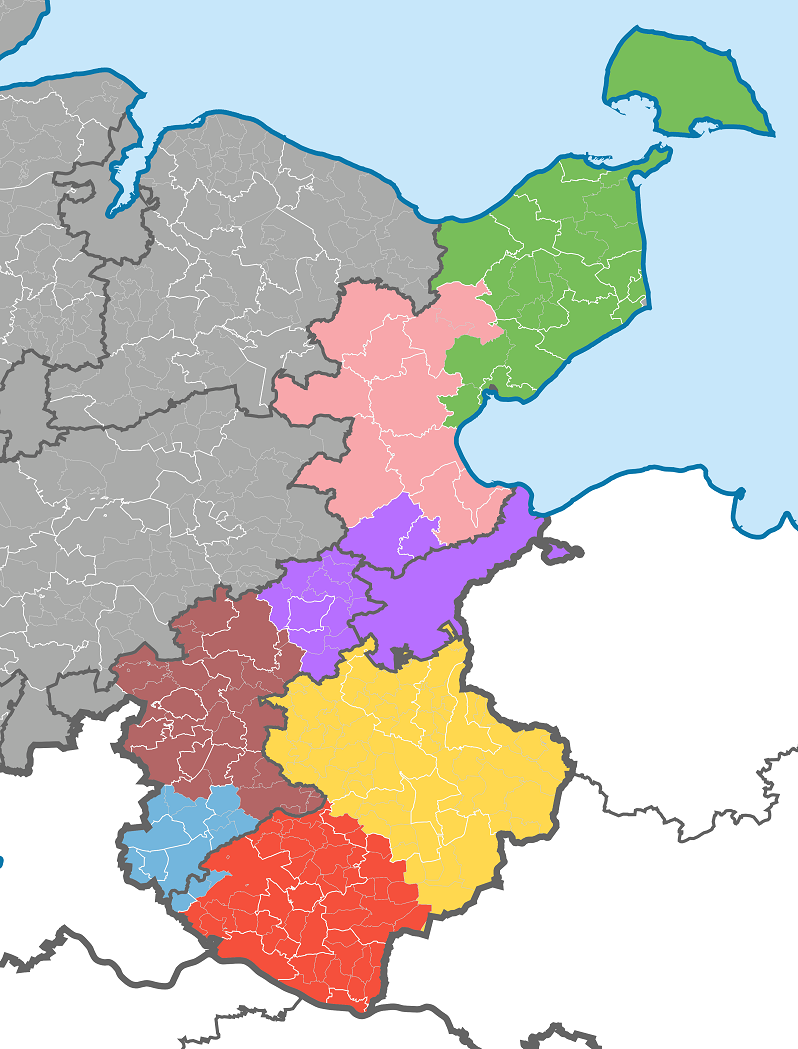
Gerichtsbezirke der dem LG Lübeck nachgeordneten Amtsgerichte
AG Oldenburg in Holstein
AG Eutin
AG Lübeck
AG Ahrensburg
AG Ratzeburg
AG Reinbek
AG Schwarzenbek

Das Gericht hat seinen Sitz in der Stadt Oldenburg in Holstein.
Der Gerichtsbezirk umfasst das Gebiet der folgenden Städte und Gemeinden.
| - Altenkrempe, - Beschendorf, - Dahme (Holstein), - Damlos, - Fehmarn, - Göhl (Holstein), - Gremersdorf, - Grömitz, | - Großenbrode, - Grube (Holstein), - Harmsdorf (Ostholstein), - Heiligenhafen, - Heringsdorf (Ostholstein), - Kabelhorst, - Kellenhusen (Ostsee), - Lensahn, | - Manhagen, - Neukirchen (Ostholstein), - Neustadt in Holstein, - Oldenburg in Holstein, - Riepsdorf, - Schashagen, - Sierksdorf und - Wangels. |

Außerdem wird der zurzeit in Bau befindliche Fehmarnbelttunnel bis zur Grenze zwischen den ausschließlichen Wirtschaftszonen Deutschlands und Dänemarks ab dem Zeitpunkt der Inbetriebnahme zum Gerichtsbezirk gehören.

## Gerichtsgebäude
Das Gerichtsgebäude in der Göhler Straße 90 gehört zu einem denkmalgeschützten Gebäudekomplex, der bis in die 1970er-Jahre als Kreistag des ehemaligen Kreises Oldenburg in Holstein diente.

## Übergeordnete Gerichte
Dem Amtsgericht Oldenburg in Holstein ist das Landgericht Lübeck übergeordnet. Zuständiges Oberlandesgericht ist das Schleswig-Holsteinische Oberlandesgericht.

## Geschichte
Mit der Annexion Schleswig-Holsteins wurden 1867 in der nunmehr preußischen Provinz fünf Kreisgerichte und das übergeordnete Appellationsgericht Kiel eingerichtet. Als Eingangsgerichte wurden Amtsgerichte geschaffen, darunter das Amtsgericht Oldenburg in Holstein als eines von 16 Amtsgerichten des Kreisgerichts Kiel. Den Gerichtssprengel bildete die Stadt Oldenburg, die Güter Ehlerstorf, Farve, Meichenstrorff, Putlos, Schwelbek, Testorf, Weißenhaus, Güldenstein, Petersdorf, die Fideikommissgüter Kuhof, Lübberstorf, Kremstorf und Sebent und das Dorf Klein-Wessek.
Mit dem Inkrafttreten des deutschen Gerichtsverfassungsgesetzes am 1. Oktober 1879 wurden reichsweit einheitlich Amts-, Land- und Oberlandesgerichte geschaffen. Das Amtsgericht Oldenburg in Holstein blieb bestehen und war nun dem Landgericht Kiel nachgeordnet.
Sein Gerichtsbezirk umfasste daraufhin den Kreis Oldenburg in Holstein bis auf die Teile, die den Amtsgerichten Burg auf Fehmarn, Heiligenhafen und Neustadt in Holstein zugeordnet waren. Am Gericht bestand 1880 eine Richterstelle. Das Amtsgericht war damit ein kleines Amtsgericht im Landgerichtsbezirk.
Mit dem Groß-Hamburg-Gesetz von 1937 wurde das Landgericht Lübeck für das Amtsgericht Oldenburg in Holstein zuständig.
In Folge der Weltwirtschaftskrise wurden 60 Amtsgerichte als Folge von Sparverordnungen aufgehoben. Mit der Verordnung über die Aufhebung von Amtsgerichten vom 30. Juli 1932 wurde das Amtsgericht Heiligenhafen zum 30. September 1932 aufgehoben und sein Sprengel dem Amtsgericht Oldenburg in Holstein zugeordnet.
1975 wurde das Amtsgericht Neustadt in Holstein und 1978 das Amtsgericht Burg auf Fehmarn aufgehoben und das Amtsgericht Oldenburg in Holstein übernahm seine Aufgaben.

## Richter
- Sohre Tschakert
- Claas Leplow